# Fonction de partition

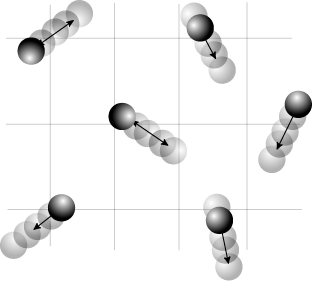
Les mouvements thermiques des atomes ou des molécules dans un gaz sont libres et les interactions entre les deux (le gaz et les atomes ou molécules) peuvent être négligées.

En physique statistique, la fonction de partition Z est une grandeur fondamentale qui englobe les propriétés statistiques d'un système à l'équilibre thermodynamique. 
C'est une fonction de la température et d'autres paramètres, tels que le volume contenant un gaz par exemple. La plupart des variables thermodynamiques du système, telles que l'énergie totale, l'entropie, l'énergie libre ou la pression peuvent être exprimées avec cette fonction et ses dérivées.
Il y a en réalité plusieurs types de fonction de partition, chacune correspondant à un ensemble statistique (ou de façon équivalente, à différents types d'énergie libre).
La fonction de partition canonique s'applique à un ensemble canonique dans lequel le système peut échanger de la chaleur avec son environnement à température, volume et nombre de particules fixes. La fonction de partition grand canonique s'applique à un ensemble grand canonique dans lequel le système peut échanger de la chaleur et des particules avec son environnement à température, volume et potentiel chimique fixés. D'autres types de fonction de partition peuvent être utilisés au besoin.

## Fonction de partition canonique

### Définition
Supposons un système thermodynamique dont le volume et le nombre de particules sont fixes qui est en contact thermique constant avec l’environnement, lequel a une température T. Ce système est appelé ensemble canonique. Étiquetons les états d’énergie exacts (les micro-états) que le système peut occuper par j=1, 2, 3, etc. et notons Ej l’énergie correspondant à chaque micro-état j. Généralement, ces micro-états sont considérés comme des états quantiques discrets du système.
La fonction de partition canonique pour une seule particule est :
où la température inverse est par convention définie par :
où {\displaystyle k_{B}} est la constante de Boltzmann.
En mécanique classique, il n’est pas vraiment correct d’exprimer la fonction de partition comme une somme discrète de termes. En effet, en mécanique classique, la position et la quantité de mouvement peuvent varier continûment, et donc l’ensemble des micro-états est en réalité non dénombrable. Dans ce cas, une forme grossière de discrétisation peut être appliquée, qui revient essentiellement à traiter deux états mécaniques différents comme un seul si la différence de leur quantité de mouvement et de leur position n’est "pas trop grande".
Par exemple, la fonction de partition d’un gaz de N particules indiscernables est :
où h représente une grandeur infinitésimale exprimée en unité d'action (et prise habituellement égale à la constante de Planck pour garder la cohérence avec la mécanique quantique) et H est le hamiltonien classique du système. Le facteur N! est introduit pour tenir compte de l'indiscernabilité des particules et est en toute rigueur valide uniquement lorsque toutes les particules sont dans des états différents, c'est-à-dire dans la limite thermodynamique (voir détails plus bas). 
Par simplicité, nous utiliserons la forme discrète de la fonction de partition, mais les résultats demeurent valides pour la forme continue.
En mécanique quantique la fonction de partition peut être décrite formellement comme la trace d’un opérateur sur un espace d'états (elle est indépendante du choix de la base) :
où {\displaystyle {\hat {H}}} est l’opérateur hamiltonien quantique. L’exponentielle d’un opérateur est définie – avec quelques précautions mathématiques – par la série de puissances usuelle.

### Signification et interprétation
L'importance de la fonction de partition telle que nous venons de la décrire peut ne pas sauter aux yeux. Tout d'abord, considérons ses paramètres. Elle est fonction, tout d'abord, de la température T; ensuite, des énergies E1, E2, E3… des micro-états. Les énergies des micro-états sont déterminées par d'autres variables thermodynamiques, telles que le nombre de particules et le volume, aussi bien que par des quantités microscopiques comme la masse des particules le constituant. Cette dépendance à l'égard de paramètres microscopiques est le point central de la mécanique statistique.
Avec un modèle des constituants microscopiques du système, on calcule l'énergie des micro-états, et ainsi la fonction de partition, qui nous permet de remonter aux autres propriétés thermodynamiques du système.
La fonction de partition peut être reliée aux propriétés thermodynamiques parce qu'elle a une signification statistique très importante. La probabilité Pj que le système occupe un micro-état j est:
C'est le facteur de Boltzmann (pour des détails sur ce résultat, voir dérivation de la fonction de partition).
La fonction de partition joue alors le rôle d'une constante de normalisation (elle ne dépend pas de j) et assure que la somme des probabilités vaut 1.
C'est la raison pour laquelle on appelle Z "fonction de partition" :
Elle contient la façon dont les probabilités sont réparties entre les micro-états individuels, pour former une partition au sens mathématique. Le terme « fonction de partition » correspond aussi au terme anglais « partition function ». Un autre nom français pour Z est somme statistique, surtout aux références plus anciennes. La lettre Z est l'abréviation de l'allemand Zustandssumme (« somme sur les états »).

### Calcul de l'énergie thermodynamique totale
Pour démontrer l'utilité de la fonction de partition, calculons la valeur thermodynamique de l'énergie totale. C'est tout simplement l'espérance mathématique, ou la moyenne d'ensemble de l'énergie, qui est la somme de toutes les énergies de micro-états pondérées par leur probabilité :
ou de façon équivalente :
Incidemment, on doit noter que si les énergies des micro-états dépendent d'un paramètre λ de la façon suivante :
alors la valeur de A attendue est :
Ceci nous fournit une astuce pour calculer les valeurs de nombreuses quantités microscopiques.
Nous ajoutons la quantité artificiellement aux énergies des micro-états (ou en langage de la mécanique quantique à l'hamiltonien), nous calculons la nouvelle fonction et la valeur attendue, puis posons {\displaystyle \lambda =0} dans l'expression finale.
Ceci est analogue à la méthode des champs sources utilisée dans la formulation des intégrales de chemin en théorie quantique des champs.

### Relation avec les variables thermodynamiques
Dans cette section on établira les relations entre la fonction de partition et les divers paramètres thermodynamiques du système. Ces résultats peuvent être établis en utilisant la méthode décrite dans la section précédente et les diverses relations thermodynamiques. Comme nous l'avons vu précédemment : 
- L'énergie thermodynamique est :

- La variance de l'énergie (ou fluctuation de l'énergie) est :

- La capacité calorifique est :

- L'entropie est :

- L'expression ci-dessus nous autorise à identifier l'énergie libre de Helmholtz F (définie comme F = E – TS où E est l'énergie totale et S est l'entropie) comme

### Fonctions de partition de sous-systèmes
Supposons un système divisé en N sous-systèmes avec des énergies d'interaction négligeables.
Si les fonctions de partition des sous-systèmes sont {\displaystyle \,\,\zeta _{1},\zeta _{2},...\zeta _{N}\,}, alors la fonction de partition du système complet est le produit des fonctions de partition individuelles
Si les sous-systèmes ont les mêmes propriétés physiques, alors leurs fonctions de partition sont égales auquel cas
Cependant il y a des exceptions bien connues à cette règle. Si les sous-systèmes sont en fait des particules indiscernables, au sens de la mécanique quantique, c’est-à-dire impossibles à distinguer même en principe, la fonction de partition totale peut être corrigée approximativement en divisant par N! (factorielle N).
Cette correction évite de compter comme micro-états différents des configurations différant seulement par une permutation entre particules qui ne sont pas dans le même état (permutations qui génèrent un micro-état différent dans le cas où les particules j sont discernables, mais pas dans le cas où les particules sont indiscernables). Permuter deux particules qui sont dans le même état ne génère pas de micro-état différent, même dans le cas où les particules sont discernables, c'est pourquoi le facteur de correction N! n'est correcte que dans la limite où toutes les particules sont dans un état différent. Par ailleurs, dans le cas quantique, il faut également tenir compte de la statistique de Fermi-Dirac ou celle de Bose-Einstein. Ce facteur N!, très grand, préserve l'existence d'une limite thermodynamique pour de tels systèmes et permet de résoudre le pseudo-paradoxe de Gibbs.

## Fonction de partition grand canonique

### Définition
De même que pour l'ensemble canonique, nous pouvons définir une fonction de partition grand canonique pour l'ensemble grand canonique qui échange à la fois de la chaleur et des particules avec l'environnement, avec une température T, un volume V et un potentiel chimique μ constants. La fonction de partition grand canonique, quoique conceptuellement plus élaborée, simplifie les calculs physiques sur les systèmes quantiques.
La fonction de partition grand canonique Z s'écrit :
où N est le nombre total de particules dans le volume V, l'indice j parcourt tous les états dans lesquels une particule peut se trouver (attention, il ne s'agit pas ici des micro-états du système de N particules), nj étant le nombre de particules dans l'état j et εj est l'énergie de la particule dans l'état j.
{nj} est l'ensemble de toutes les répartitions possibles de nombres d'occupation, tel que {\textstyle \sum _{j}n_{j}=N}. {nj} est donc l'ensemble des répartitions de particules, où chaque répartition caractérise un micro-état. Par exemple, considérons le terme N = 3 dans la somme ci-dessus. Un élément possible de {nj} serait par exemple la répartition {0, 1, 0, 2, 0…} et la contribution de cette répartition au terme N = 3 serait le terme
Pour des bosons, les nombres d'occupation peuvent prendre n'importe quelle valeur entière du moment que leur somme est égale à N. Pour les fermions, le principe de Pauli nécessite que les nombres d'occupation soient 0 ou 1, et que la somme soit N.

### Expressions spécifiques
L'expression ci-dessus de la fonction de partition grand canonique est équivalente à : 
où le produit est, comme ci-dessus, sur les états des particules individuelles et Zj est la contribution des particules à l'état j à la fonction de partition Z.
- Pour un système composé de bosons (particules indiscernables pouvant être dans un même état) :

- et pour un système composé de fermions (particules indiscernables ne pouvant pas être dans un même état) :

Pour le cas du calcul approximatif où on supposerait d'abord les particules comme étant discernables, puis où on diviserait par la facteur N! pour tenir compte de l'indiscernabilité, la contribution équivalent utilisée est :
de sorte que
{\displaystyle Z=\prod _{j}Z_{j}={\frac {1}{N!}}\sum _{N=0}^{\infty }\sum _{\{n_{j}\}}{\frac {N!}{n_{1}!n_{2}!\cdots }}\prod _{j}{\rm {e}}^{-\beta n_{j}(\epsilon _{j}-\mu )}}
où le terme {\textstyle {\frac {N!}{n_{1}!n_{2}!\cdots }}} est le coefficient multinomial et correspond au nombre de micro-états différents générés par les permutations de particules discernables avec les nombres d'occupation {\textstyle \{n_{1},n_{2},n_{3},...\}}. On retrouve alors la statistique de Maxwell-Boltzmann {\textstyle \langle n_{j}\rangle ={\rm {e}}^{-\beta (\epsilon _{j}-\mu )}}(voir ci-dessous).

### Relations avec les variables thermodynamiques
De même que pour la fonction de partition canonique, la fonction de partition grand canonique peut être utilisée pour calculer les variables thermodynamiques et statistiques du système. Comme avec l'ensemble canonique les quantités thermodynamiques ne sont pas fixées mais présentent une distribution statistique autour d'une moyenne ou d'une valeur attendue.
- En définissant α = – βμ, les nombres d'occupation les plus probables sont :

- Pour des particules de Boltzmann ceci donne :

- Pour des bosons :

- Pour des fermions :

Ce sont exactement les résultats obtenus en utilisant l'ensemble canonique pour la statistique de Maxwell-Boltzmann, la statistique de Bose-Einstein et la statistique de Fermi-Dirac (nota : la dégénérescence gi n'apparaît pas dans les équations ci-dessus, car l'indice j parcourt les états des particules et non pas leurs différents niveaux d'énergie).
- Le nombre total de particules est :

- La variance du nombre total de particules est :

- L'énergie interne est :

- La variance de l'énergie interne est :

- La pression est :

- L'équation d'état mécanique est :